# Csong Desze
Csong Desze (hangul: 정대세, handzsa: 鄭大世, RR: Jong Tae-Se; Nagoja, 1984. március 2. –) japán születésű észak-koreai labdarúgó, 2013-ban a dél-koreai Suwon Samsung Bluewings csapatához igazolt.

## Életrajza
Japánban, Nagoja városában született második generációs dél-koreai állampolgársággal rendelkező szülőktől. Édesanyja észak-koreai származású, így fiát a Cshongrjon iskolába küldte tanulni – Japánban található észak-koreai alapítású magániskola –, ahol az általános iskola csapatában kezdte el a labdarúgást. Miután befejezte a középiskolát, az észak-koreai kormány által alapított tokiói Korea Egyetemen végezte tovább tanulmányait.
Később úgy döntött, hogy dél-koreai állampolgárságát észak-koreaira cseréli annak ellenére, hogy sose élt Észak-Koreában. Az északi kormány hivatalosan nem ismeri el Dél-Koreát, mint országot, így nem engedi a kettős állampolgárságot, ennélfogva Csong kénytelen volt feladni déli állampolgárságát. Cshongrjon, ami ténylegesen Észak-Korea Japánban található nagykövetsége, megadta számára az észak-koreai útlevelet. Ennek köszönhetően a FIFA szabályai szerint alkalmas lett arra, hogy az észak-koreai válogatottban szerepeljen annak ellenére, hogy déli polgár és japán lakos.
Folyékonyan beszél koreaiul és japánul. Megérteti magát portugálul is, amit a japán Kavaszaki Frontaleben játszó brazil csapattársaitól tanult. Csekély mértékben beszél angolul is a blackburni próbajátékának köszönhetően.

## Pályafutása

### Klubszinten
2006-ban igazolt a Kavaszaki Frontalehez, ahol gyorsan a csapat és a bajnokság egyik legjobb játékosává vált. 2010 elején az angol Blackburn Rovers Football Clubnál járt próbajátékon. A világbajnokságot követően kijelentette, hogy a Premier Leagueben szeretne játszani a Manchester United vagy a Chelsea csapatában. 2010. július 2-án a japán Szankei Sports arról számolt be, hogy Csong a német Bundesliga 2-ben szereplő VfL Bochumba igazolt. A hírt július 9-én a klub is megerősítette.

### A válogatottban
Első válogatott mérkőzését 2007. június 19-én játszotta a 2008-as kelet-ázsiai labdarúgó-bajnokság selejtezőjében Mongólia ellen, és rögtön megszerezte első találatát a nemzeti csapatban. Összesen négy gólt szerzett a 7–0-s észak-koreai győzelemmel végződő találkozón. Szerepelt a torna záró szakaszában is, ahol három mérkőzés alatt két találatot jegyzett, amivel a torna társgólkirálya lett Pak Csujong, Jom Gihun és Jamasze Kódzsi társaságában.
Szerepelt a 2010-es világbajnokság ázsiai selejtezőiben, és csapatával 44 év után kiharcolta a vb-szereplés jogát.
Világszerte ismertté vált az érzelmi megnyilvánulása, amikor a világbajnokságon a Brazília elleni mérkőzés előtt a nemzeti himnusz lejátszása közben elsírta magát. A mérkőzésen az ő megmozdulása után szerzett gólt Csi Junnam.

## Mérkőzései a válogatottban
| #   | Időpont              | Ellenfél                    | Eredmény | Típus                           | Megjegyzés                     |
| --- | -------------------- | --------------------------- | -------- | ------------------------------- | ------------------------------ |
| 1.  | 2007. június 19.     | Mongólia (s)                | 7–0      | 2008-as kelet-ázsiai bajn.-sel. | 22' 29' 33' 34' 54'            |
| 2.  | 2007. június 21.     | Makaó (s)                   | 7–1      | 2008-as kelet-ázsiai bajn.-sel. | 10' (11-esből) 12' 28' 60' 62' |
| 3.  | 2007. június 24.     | Hongkong (s)                | 1–0      | 2008-as kelet-ázsiai bajn.-sel. | 75'                            |
| 4.  | 2008. február 6.     | Jordánia (i)                | 1–0      | 2010-es vb-sel.                 | 90+1'                          |
| 5.  | 2008. február 17.    | Japán (s)                   | 1–1      | 2008-as kelet-ázsiai bajnokság  | 5'                             |
| 6.  | 2008. február 20.    | Dél-Korea (s)               | 1–1      | 2008-as kelet-ázsiai bajnokság  | 73'                            |
| 7.  | 2008. február 23.    | Kína (s)                    | 1–3      | 2008-as kelet-ázsiai bajnokság  |                                |
| 8.  | 2008. március 26.    | Dél-Korea (s)               | 0–0      | 2010-es vb-sel.                 | 90+2'                          |
| 9.  | 2008. június 2.      | Türkmenisztán (i)           | 0–0      | 2010-es vb-sel.                 | 69'                            |
| 10. | 2008. június 14.     | Jordánia (o)                | 2–0      | 2010-es vb-sel.                 | 58'                            |
| 11. | 2008. június 22.     | Dél-Korea (i)               | 0–0      | 2010-es vb-sel.                 | 62'                            |
| 12. | 2008. szeptember 10. | Dél-Korea (s)               | 1–1      | 2010-es vb-sel.                 |                                |
| 13. | 2008. október 15.    | Irán (i)                    | 1–2      | 2010-es vb-sel.                 | 72'                            |
| 14. | 2009. február 11.    | Szaúd-Arábia (o)            | 1–0      | 2010-es vb-sel.                 |                                |
| 15. | 2009. március 28.    | Egyesült Arab Emírségek (o) | 2–0      | 2010-es vb-sel.                 |                                |
| 16. | 2009. április 1.     | Dél-Korea (i)               | 0–1      | 2010-es vb-sel.                 |                                |
| 17. | 2009. június 6.      | Irán (o)                    | 0–0      | 2010-es vb-sel.                 |                                |
| 18. | 2009. június 17.     | Szaúd-Arábia (i)            | 0–0      | 2010-es vb-sel.                 | 89'                            |
| 19. | 2009. augusztus 25.  | Hongkong (s)                | 0–0      | 2010-es kelet-ázsiai bajn.-sel. |                                |
| 20. | 2009. augusztus 27.  | Tajvan (s)                  | 2–1      | 2010-es kelet-ázsiai bajn.-sel. | 23' (11-esből)                 |
| 21. | 2010. május 25.      | Görögország (s)             | 2–2      | Barátságos                      | Gól · Gól                      |
| 22. | 2010. június 6.      | Nigéria (s)                 | 1–3      | Barátságos                      | 64'                            |
| 23. | 2010. június 15.     | Brazília (s)                | 1–2      | 2010-es vb                      |                                |
| 24. | 2010. június 21.     | Portugália (s)              | 0–7      | 2010-es vb                      |                                |
| 25. | 2010. június 25.     | Elefántcsontpart (s)        | 0–3      | 2010-es vb                      |                                |

## Külső hivatkozások
- Profil a Bochum hivatalos honlapján (németül)
- Profil a Kavaszaki Frontale hivatalos honlapján (japánul)
- Pályafutása statisztikái a footballdatabase.com-on (angolul)
- Profil a footballdatabase.eu-n (angolul)
- Csong Desze adatlapja a national-football-teams.com-on Archiválva 2012. október 18-i dátummal a Wayback Machine-ben (angolul)
- Pályafutása statisztikái a fussballdaten.de-n (németül)
- Profil a transfermarkt.de-n (németül)
- NS online játékosprofil (magyarul)